# Unreal Gold
Unreal Gold — збірник ігор, в який входить відеогра Unreal, і її офіційний аддон — Unreal Mission Pack I: Return To Na Pali.
Unreal Gold встановлюється як окрема гра. Через головне меню можна почати однокористувацьку кампанію ігор «Unreal» або «Unreal Mission Pack I».
«Unreal Gold» останньої версії входить до складу колекційного видання «Unreal Anthology».
«Unreal Gold» не поставлявся за межі Північної Америки.